# RKC Waalwijk
RKC Waalwijk nizozemski je nogometni klub iz Waalwijka. Osnovan je 1940. godine. Trenutačno se natječe u Eerste Divisieu, drugom rangu nizozemskog nogometa. 

## Povijest
Nastao je spajanjem triju klubova: HEC, WVB i Herculesa 26. kolovoza 1940. godine. Utakmice je igrao na stadionu Sportpark Olympia. U profesionalni nogomet uključili su se 1984. godine. Novi stadion na kojem igraju utakmice Mandemakers otvoren je 1996. godine utakmicom protiv Rode. RKC-a se smatra jednim od malih klubova Eredivisie, ali ipak je održao status u najvišem razredu natjecanja mnogih godina. Domaći dres je žuti i plavi. 
Krajem sezone 2006./07. došao je u zonu ispadanje te je igrao doigravanje za mjesto u protiv VVV-Venlo gdje je izgubio te je ispao iz lige. 3. lipnja 2009. godine vratili su se u Eredivisie pobjedom u doigravanju protiv De Graafschapa. Te sezone u najvišem razredu bili su zadnji s 15 osvojenih bodova te su ispali. Naredne sezone bili su pobjednici Eerste Divisie te su se vratili u najviši razred. Opet su ispali završetkom sezone 2013./14. Ali, sljedeće sezone, 2014./15. nisu se borili za vrh i povratak u Eredivisie kao inače, nego su završili na zadnjem, 20. mjestu. Od ispadanja u treći razred Topklasse, koji je već amaterski razred natjecanja, spasili su se zato što su oba prvaka Topklasse te sezone otklonile prelazak u profesionalizam. Sezone 2016./17. RKC je došao do doigravanja unutar Eerste Divisie, izgubivši ukupno 5:2 od FC Emmena.
Sezone 2017./18. bili su 16. od 20 momčadi u Eerste Divisie. Odigravši sezonu 2018./2019., plasirali su se opet u najviši razred, Eredivisie nakon pet godina izbivanja. U završnici doigravanja pobijedili su Go Ahead Eagles. Prva utakmica bila je 0:0 na domaćem terenu, a u uzvratu u gostima RKC je pobijedio 4:5.
Sezone 2019./20. nalazili su se na posljednjem mjestu nekoliko kola prije kraja, ali nisu ispali zato što je sezona proglašena nedovršenom zbog pandeije COVID-19.

## Vanjske poveznice
- Službene stranice